# مایلوو (مین)
مایلوو(به انگلیسی: Milo) شهری در ایالت مین کشور ایالات متحده آمریکا است که جمعیت آن در سرشماری سال ۲۰۱۰ میلادی، ۱٬۸۴۷ نفر بوده‌است.